# Panorama Publikumspreis

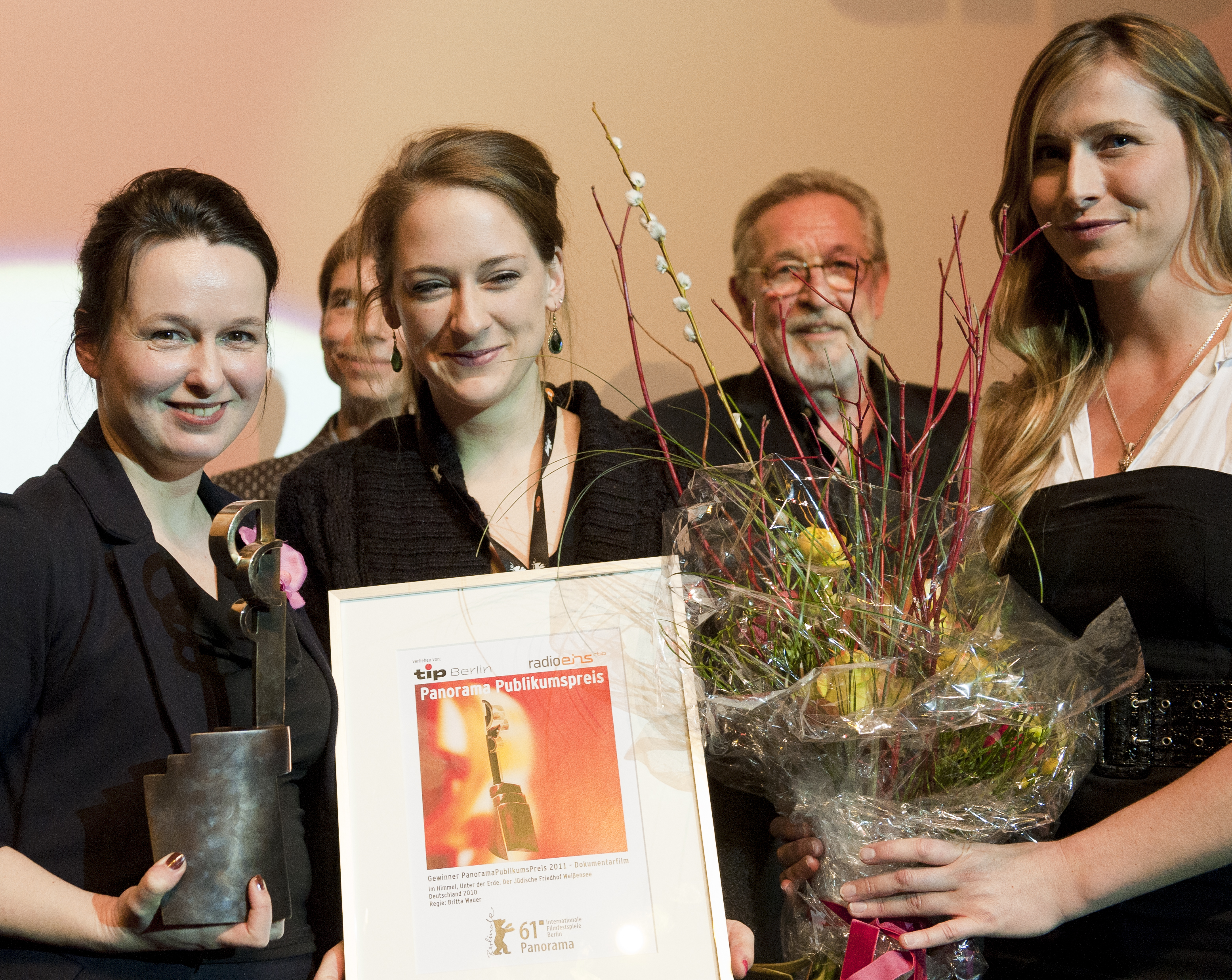
Preisverleihung 2011

Der Panorama Publikumspreis (oder Panorama Publikums-Preis, kurz PPP) ist ein Filmpreis, der im Rahmen des Panoramaprogramms der Internationalen Filmfestspiele in Berlin vergeben wird.
Der Preis wurde 1999 gemeinsam vom Berliner Stadtmagazin „tip Berlin“ sowie dem Radiosender „radioeins“ (RBB) in Zusammenarbeit mit der Panorama Sektion der Berlinale initiiert. Seit 2017 wird er von radioeins, dem rbb Fernsehen und der Panorama Sektion vergeben. Der PPP ist der einzige offizielle Publikumspreis der Berlinale.

## Jury-Konzept
Jeder Besucher kann den gesehenen Film im Panorama-Programm mittels einer Stimmkarte bewerten. Es gibt sechs mögliche Bewertungen von „Herausragend“ bis „Ärgerlich“. Der Film, der die beste Durchschnittsbewertung von den Besuchern erhalten hat, ist der Gewinner des Preises. Seit 2011 werden sowohl der beste Spielfilm als auch der beste Dokumentarfilm prämiert. Es werden jeweils auch die zweiten und dritten Plätze bekanntgegeben.
Mit über 31.000 Stimmen (Stand 2014) stellt die Jury des Panorama Publikums-Preises die größte unabhängige Jury der Berlinale dar.

## Preis

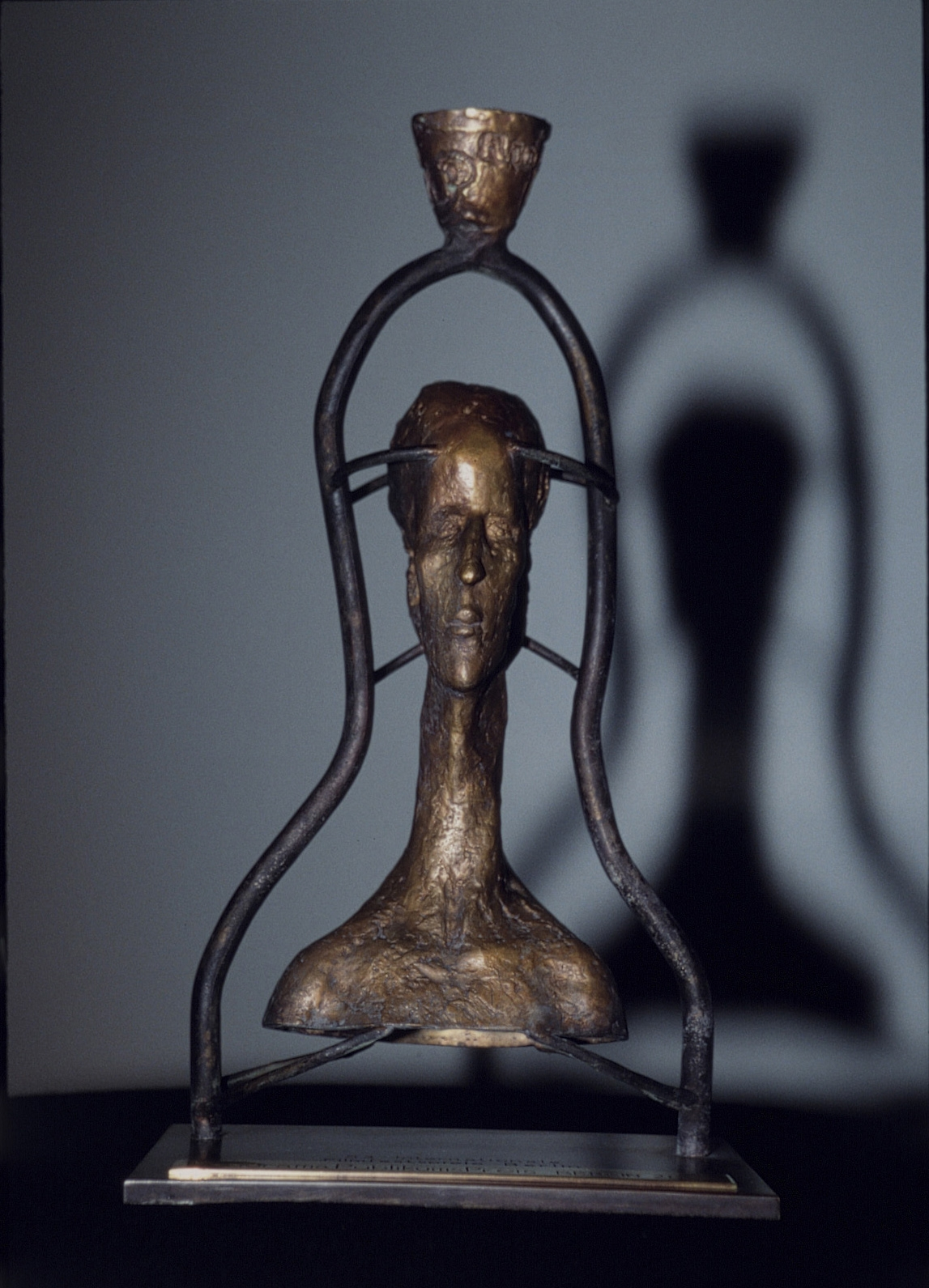
Die erste PPP-Statue, entworfen von Hubertus Brand. (1999–2008)

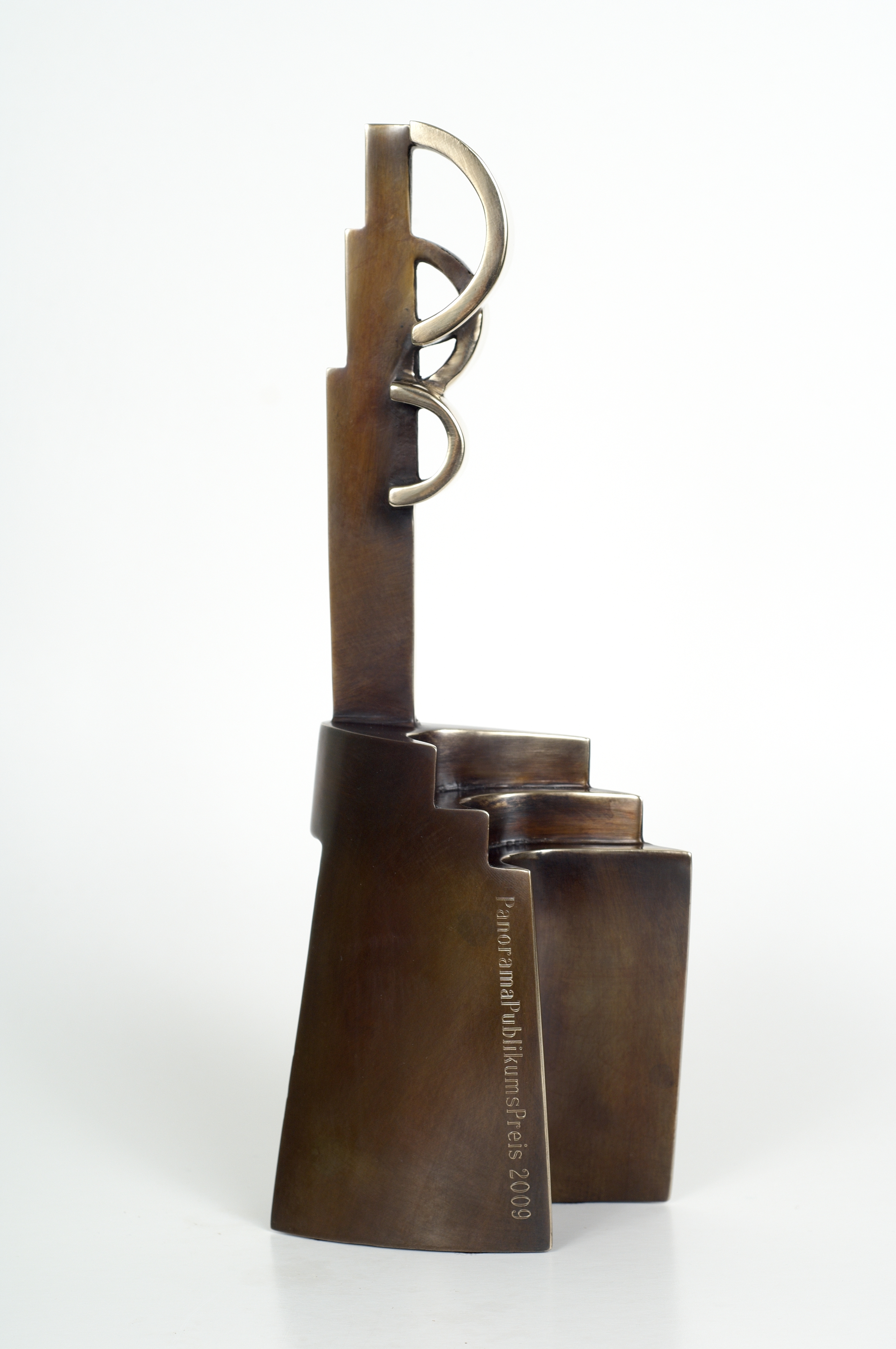
Die PPP-Statue von 2009–2013. (Künstler Christian Bilger)

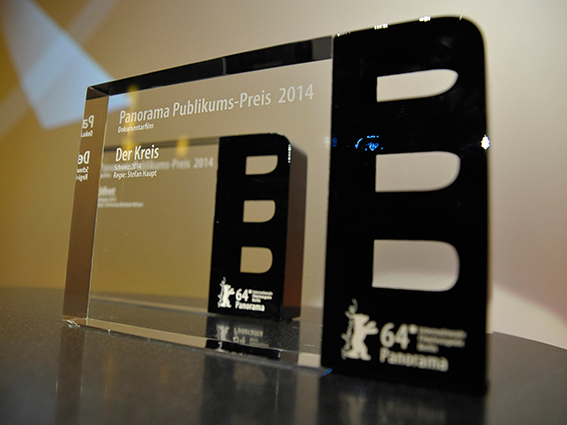
Die Trophäe 2014. (Foto: snapshot-photography)

Den ersten Panorama Publikums-Preis entwarf 1999 der Berliner Künstler Hubertus Brand. Es war eine ca. 40 cm hohe Bronzeskulptur in Form eines weiblichen Kopfes, die bis 2008 verliehen wurde. Die Statue wurde von 2009 bis 2013 durch eine von dem Künstler Christian Bilger geschaffene Bronzeskulptur abgelöst, die drei ineinander verschlungene P's auf einer Tribüne zeigte. Seit 2014 wird eine Trophäe aus Plexiglas verliehen, auf der ein Filmstreifen mit den drei P’s angedeutet ist.
Die Preisverleihung des Panorama Publikumspreises findet jährlich am letzten Tag der Berlinale statt.

## Preisträger
1999 :
- Gewinner: Solas – Allein (Spanien, 1999), Drehbuch und Regie: Benito Zambrano
- 2. Platz: Raus aus Åmål (Fucking Amǎl) (Schweden, 1998), Regie: Lukas Moodysson
- 3. Platz: Little Voice (Großbritannien, 1998), Regie: Mark Herman

2000 :
- Gewinner: Uneasy Rider (Nationale 7) (Frankreich, 1999), Regie: Jean-Pierre Sinapi
- 2. Platz: Sé quién eres – I know who you are (Spanien/Argentinien, 1999), Regie: Patricia Ferreira
- 3. Platz: Chutney Popcorn (USA, 1999), Regie: Nisha Ganatra

2001 :
- Gewinner: Berlin is in Germany (Deutschland, 2001), Regie: Hannes Stöhr
- 2. Platz: Southern Comfort (USA, 2000), Regie: Kate Davis
- 3. Platz: Sa tree lex – The Iron Ladies – Die eisernen Ladies (Thailand, 2000), Regie: Yongyoot Thongkongtoon

2002 :
- Gewinner: Im toten Winkel – Hitlers Sekretärin (Österreich, 2001), Regie: André Heller, Othmar Schmiderer
- 2. Platz: Chaos (Frankreich, 2001), Regie: Coline Serreau
- 3. Platz: Venus Boyz (Schweiz/Deutschland 2001), Regie: Gabriel Baur

2003 :
- Gewinner: Broken Wings (Knafayim Shvurot) (Israel, 2002), Regie: Nir Bergman
- 2. Platz: Kamchatka (Argentinien/Spanien, 2002), Regie: Marcelo Piñeyro
- 3. Platz: Jonny Vang (Norwegen, 2002), Regie: Jens Lien

2004 
- Gewinner: Die Spielwütigen (Deutschland, 2003), Regie: Andres Veiel
- 2. Platz: The Yes Men (USA, 2003), Regie: Dan Ollman, Sarah Price, Chris Smith
- 3. Platz: Im Haus gegenüber (O outro lado da rua) (Brasilien/Frankreich, 2003), Regie: Marcos Bernstein

2005 
- Gewinner: Geh und lebe (Va, vis et deviens) (Frankreich/Israel, 2005), Drehbuch und Regie: Radu Mihăileanu
- 2. Platz: Silentium (Österreich, 2004), Regie: Wolfgang Murnberger
- 3. Platz: Lost Children (Deutschland, 2005), Regie: Ali Samadi Ahadi, Oliver Stoltz
- Gewinner Panorama-Kurzfilm-Publikumspreis: Hoi Maya (Hi Maya, Schweiz, 2004, 12 min), Regie: Claudia Lorenz

2006 
- Gewinner: Bubot Niyar – Paper Dolls (Israel/Schweiz, 2005), Regie: Tomer Heymann
- 2. Platz: Estrellas de la linea – The Railroad All-Stars (Spanien, 2005), Regie: José Maria Rodríguez
- 3. Platz: Breakfast on Pluto (Irland/Großbritannien, 2005), Regie: Neil Jordan
- Gewinner Panorama-Kurzfilm-Publikumspreis: Hayelet Bodeda – The Substitute (Israel, 2005), Regie: Talya Lavie

2007 
- Gewinner: Blindsight (Großbritannien, 2006), Regie: Lucy Walker
- 2. Platz: The Bubble (Israel, 2006), Regie: Eytan Fox
- 3. Platz: När mörkret faller – When Darkness Falls (Schweden/Deutschland, 2006), Regie: Anders Nilsson

2008 
- Gewinner: Lemon Tree (Israel/Deutschland/Frankreich, 2008), Regie: Eran Riklis
- 2. Platz: Darling! The Pieter-Dirk Uys Story (Australien, 2007), Regie: Julian Shaw
- 3. Platz: Erika Rabau – Der Puck von Berlin (Deutschland, 2007), Regie: Samson Vicent

2009 
- Gewinner: The Yes Men Fix The World (USA, 2009), Regie: Mike Bonanno, Andy Bichlbaum, Kurt Engfehr
- 2. Platz: Welcome (Frankreich, 2008), Regie: Philippe Lioret
- 3. Platz: Der Knochenmann (Österreich, 2008), Regie: Wolfgang Murnberger

2010 
- Gewinner: Waste Land (Großbritannien/Brasilien, 2010), Regie: Lucy Walker, João Jardim, Karen Harley
- 2. Platz: Budrus (USA, 2009), Regie: Julia Bacha
- 3. Platz: Daniel Schmid – Le chat qui pense (Schweiz, 2010), Regie: Pascal Hofmann, Benny Jaberg

2011 
Panorama Publikums-Preis – Spielfilm
- Gewinner: Und dann der Regen (También la lluvia) (Spanien/Frankreich/Mexiko, 2010), Regie: Icíar Bollaín
- 2. Platz: Medianeras (Argentinien/Deutschland/Spanien, 2011), Regie: Gustavo Taretto
- 3. Platz: Life in a Day – Ein Tag auf unserer Erde (Großbritannien, 2011), Regie: Kevin Macdonald

Panorama Publikums-Preis – Dokumentarfilm
- Gewinner: Im Himmel, Unter der Erde. Der Jüdische Friedhof Weißensee – In Heaven Underground – The Weissensee Jewish Cemetery (Deutschland, 2010), Regie: Britta Wauer
- 2. Platz: Mama Africa – Miriam Makeba (Deutschland / Südafrika / Finnland, 2011), Regie: Mika Kaurismäki
- 3. Platz: We Were Here (USA, 2010), Regie: David Weissman

2012 
Panorama Publikums-Preis – Spielfilm
- Gewinner: Parada (Serbien, Republik Kroatien, Mazedonien, Slowenien 2011), Regie: Srđan Dragojević
- 2. Platz: Diaz – Don’t Clean Up This Blood (Italien, Rumänien, Frankreich 2012), Regie: Daniele Vicari
- 3. Platz: Xingu (Brasilien 2011), Regie: Cao Hamburger

Panorama Publikums-Preis – Dokumentarfilm
- Gewinner: Marina Abramović: The Artist is Present (USA 2011), Regie: Matthew Akers
- 2. Platz: Call Me Kuchu (USA 2012), Regie: Malika Zouhali-Worrall, Katherine Fairfax Wright
- 3. Platz: La Vierge, les Coptes et Moi – The Virgin, The Copts And Me (Frankreich, Katar, Ägypten 2012), Regie: Namir Abdel Messeeh

2013 
Panorama Publikums-Preis – Spielfilm
- Gewinner: The Broken Circle Breakdown (Belgien, Niederlande 2012), Regie: Felix Van Groeningen
- 2. Platz: Reaching for the Moon (Brasilien 2013), Regie: Bruno Barreto
- 3. Platz: Inch’Allah (Kanada, Frankreich 2012), Regie: Anaïs Barbeau-Lavalette

Panorama Publikums-Preis – Dokumentarfilm
- Gewinner: The Act of Killing (Dänemark, Norwegen, Großbritannien 2012), Regie: Joshua Oppenheimer, Co-Regie: Christine Cynn, Anonym
- 2. Platz: Salma (Großbritannien 2013), Regie: Kim Longinotto
- 3. Platz: A World Not Ours (Libanon, Großbritannien, Dänemark 2012), Regie: Mahdi Fleifel

2014 
Panorama Publikums-Preis – Spielfilm
- Gewinner: Das Mädchen Hirut (Difret, Äthiopien 2013), Regie: Zeresenay Berhane Mehari
- 2. Platz: Hoje eu quero voltar sozinho | The Way He Looks (Brasilien 2014), Regie: Daniel Ribeiro
- 3. Platz: Patardzlebi (Georgien, Frankreich 2014), Regie: Tinatin Kajrishvili

Panorama Publikums-Preis – Dokumentarfilm
- Gewinner: Der Kreis (Schweiz 2014), Regie: Stefan Haupt
- 2. Platz: Finding Vivian Maier (USA 2014), Regie: John Maloof, Charlie Siskel
- 3. Platz: Meine Mutter, ein Krieg und ich (Deutschland 2014), Regie: Tamara Trampe, Johann Feindt

2015 
Panorama Publikums-Preis – Spielfilm
- Gewinner: Der Sommer mit Mamã (Que horas ela volta?) (Brasilien 2015), Regie: Anna Muylaert
- 2. Platz: Stories of Our Lives (Kenia 2014), Regie: Jim Chuchu
- 3. Platz: Härte (Deutschland 2015), Regie: Rosa von Praunheim

Panorama Publikums-Preis – Dokumentarfilm
- Gewinner: Tell Spring Not to Come This Year (Großbritannien 2015), Regie: Saeed Taji Farouky, Michael McEvoy
- 2. Platz: The Yes Men Are Revolting (USA, Deutschland, Frankreich, Dänemark, Niederlande 2014), Regie: Laura Nix, Andy Bichlbaum, Mike Bonanno
- 3. Platz: Iraqi Odyssey (Schweiz, Deutschland, Irak, Vereinigte Arabische Emirate 2014), Regie: Samir

2016 
Panorama Publikums-Preis – Spielfilm
- Gewinner: Junction 48 (Israel, Deutschland, USA 2016), Regie: Udi Aloni
- 2. Platz: Grüße aus Fukushima (Deutschland 2016), Regie: Doris Dörrie
- 3. Platz: Im Todestrakt (Shepherds and Butchers) (Südafrika, USA, Deutschland 2016), Regie: Oliver Schmitz

Panorama Publikums-Preis – Dokumentarfilm
- Gewinner: Who’s Gonna Love Me Now? (Israel, Großbritannien 2016), Regie: Barak Heymann und Tomer Heymann
- 2. Platz: Strike a Pose (Niederlande, Belgien 2016), Regie: Reijer Zwaan und Ester Gould
- 3. Platz: WEEKEND (Republik Korea 2016), Regie: Lee Dong-ha

2017 
Panorama Publikums-Preis – Spielfilm
- Gewinner: Insyriated (Belgien, Frankreich, Libanon 2017), Regie: Philippe Van Leeuw
- 2. Platz: Karera ga Honki de Amu toki wa (Close-Knit) (Japan 2017), Regie: Naoko Ogigami
- 3. Platz: 1945 (Ungarn 2016), Regie: Ferenc Török

Panorama Publikums-Preis – Dokumentarfilm
- Gewinner: I Am Not Your Negro (Frankreich, USA, Belgien, Schweiz 2016), Regie: Raoul Peck
- 2. Platz: Chavela (USA 2017), Regie: Catherine Gund und Daresha Kyi
- 3. Platz: Istiyad Ashbah (Ghost Hunting) (Frankreich, Palästina, Schweiz, Katar 2017), Regie: Raed Andoni

2018 
Panorama Publikums-Preis – Spielfilm
- Gewinner: Profile (USA / Großbritannien / Zypern / Russische Föderation 2018), Regie: Timur Bekmambetov
- 2. Platz: Styx (Deutschland / Österreich 2018), Regie: Wolfgang Fischer
- 3. Platz: L’Animale (Österreich 2018), Regie: Katharina Mückstein

Panorama Publikums-Preis – Dokumentarfilm
- Gewinner: The Silence of Others (USA / Spanien 2018), Regie: Almudena Carracedo und Robert Bahar
- 2. Platz: Partisan – Volksbühne 1992 bis 2017 (Deutschland 2018), Regie: Lutz Pehnert, Matthias Ehlert und Adama Ulrich
- 3. Platz: The Trial (O Processo) (Brasilien / Deutschland / Niederlande 2018), Regie: Maria Augusta Ramos

2019 
Panorama Publikums-Preis – Spielfilm
- Gewinner: 37 Seconds (Japan 2019), Regie: HIKARI
- 2. Platz: Šavovi (Stitches) (Serbien / Slowenien / Kroatien / Bosnien und Herzegowina 2019), Regie: Miroslav Terzić
- 3. Platz: Buoyancy (Australien 2019), Regie: Rodd Rathjen

Panorama Publikums-Preis – Dokumentarfilm
- Gewinner: Talking About Trees (Frankreich / Sudan / Deutschland / Tschad / Katar 2019), Regie: Suhaib Gasmelbari
- 2. Platz: Midnight Traveler (USA / Großbritannien / Katar / Kanada 2019), Regie: Hassan Fazili
- 3. Platz: Shooting the Mafia (Irland / USA 2019), Regie: Kim Longinotto

2020 
Panorama Publikums-Preis – Spielfilm
- Gewinner: Vater – Otac (Otac) (Serbien / Frankreich / Deutschland / Kroatien / Slowenien / Bosnien und Herzegowina 2020), Regie: Srđan Golubović
- 2. Platz: Futur Drei (Deutschland 2020), Regie: Faraz Shariat
- 3. Platz: Håp (Hope) (Norwegen / Schweden 2019), Regie: Maria Sødahl

Panorama Publikums-Preis – Dokumentarfilm
- Gewinner: Achtung Lebensgefahr! – LGBT in Tschetschenien (Welcome to Chechnya) (USA 2020), Regie: David France
- 2. Platz: Saudi Runaway (Schweiz 2020), Regie: Susanne Regina Meures
- 3. Platz: Ein Mädchen (Frankreich 2020), Regie: Sébastien Lifshitz

2021 
Panorama Publikums-Preis
- Gewinner: A Última Floresta | The Last Forest (Brasilien 2021), Regie: Luiz Bolognesi
- 2. Platz: Miguel’s War (Libanon / Deutschland / Spanien 2021), Regie: Eliane Raheb
- 3. Platz: Genderation (Deutschland 2021), Regie: Monika Treut

2021 wurde wegen des aufgrund der COVID-19-Pandemie reduzierten Filmangebots auf die Unterteilung in Spiel- und Dokumentarfilm verzichtet.
2022 
Panorama Publikums-Preis – Spielfilm
- Gewinner: Baqyt (Happiness) (Kasachstan), Regie: Askar Uzabayev
- 2. Platz: Klondike (Ukraine / Türkei), Regie: Maryna Er Horbatsch
- 3. Platz: Fogaréu (Hope) (Brasilien / Frankreich), Regie: Flávia Neves

Panorama Publikums-Preis – Dokumentarfilm
- Gewinner: Aşk, Mark ve Ölüm – Liebe, D-Mark und Tod (Deutschland), Regie: Cem Kaya
- 2. Platz: Nel mio nome (Into My Name) (Italien), Regie: Nicolò Bassetti
- 3. Platz: Myanmar Diaries (Niederlande / Myanmar / Norwegen), Regie: The Myanmar Film Collective

2023
Panorama Publikums-Preis – Spielfilm
- Gewinner: Sira (Happiness) (Burkina Faso / Frankreich), Regie: Apolline Traoré

Panorama Publikums-Preis – Dokumentarfilm
- Gewinner: Kokomo City (USA), Regie: D. Smith

2024 
Panorama Publikums-Preis – Spielfilm
- Gewinner: Memories of a Burning Body (Costa Rica / Spanien), Regie: Antonella Sudasassi Furniss

Panorama Publikums-Preis – Dokumentarfilm
- Gewinner: No Other Land (Palästina / Norwegen), Regie: Basel Adra, Yuval Abraham

2025 
Panorama Publikums-Preis – Spielfilm
- Gewinner: Sorda (Deaf, Spanien), Regie: Eva Libertad
- 2. Platz: Lesbian Space Princess (Australien), Regie: Maryna Er Horbatsch
- 3. Platz: Hjem kaere hjem (Home Sweet Home, Dänemark), Regie: Frelle Petersen

Panorama Publikums-Preis – Dokumentarfilm
- Gewinner: Die Möllner Briefe (Deutschland), Regie: Martina Priessner
- 2. Platz: Yalla Parkour (Schweden, Katar, Saudi-Arabien, Palästina), Regie: Areeb Zuaiter
- 3. Platz: Khartoum (Sudan, Vereinigtes Königreich, Deutschland, Katar), Regie: Anas Saeed, Rawia Alhag, Ibrahim Snoopy, Timeea M Ahmed, Phil Cox